# Crosse-Passage
Die Crosse-Passage ist eine kleine Meerenge in der Gruppe der Adelaide- und Biscoe-Inseln vor der Westküste der Antarktischen Halbinsel. Sie führt vor dem südlichen Ende der Adelaide-Insel vom Adelaide Anchorage in südöstlicher Richtung zwischen den Henkes-Inseln und den Skeen Rocks hindurch.
Das UK Antarctic Place-Names Committee benannte sie 1963 nach Lieutenant Commander Anthony Grant Crosse (* 1927) von der Royal Navy, Erster Offizier auf der HMS Protector im Dienst des United Kingdom Hydrographic Office zur Kartierung dieses Gebiets zwischen 1961 und 1963.